# 北海道済生会西小樽病院
北海道済生会西小樽病院（ほっかいどうさいせいかいにしおたるびょういん）は、北海道小樽市長橋にあった病院。児童福祉施設（医療型障害児入所施設）「北海道済生会西小樽病院 みどりの里」を併設している。

## 沿革
2002年 - 国立療養所小樽病院の廃止に伴い、北海道済生会が同病院を引き継ぐ形で設立した。
2020年 - 西小樽病院を廃止し、医療型障害児入所施設みどりの里120床分が入る新施設を小樽病院に増築する形で新築・移転（小樽市築港10-1）した。

## 機関指定
- 無料低額診療事業実施医療機関

## 診療科等
診療科
- 西小樽病院
  - 内科（外来診療休止）
- みどりの里
  - 小児科（完全予約制）
  - リハビリテーション科（完全予約制）

部門
- 看護部
- リハビリテーション
- 療育・生活支援部

## アクセス
- 北海道旅客鉄道（JR北海道）小樽駅から車で約10分
- 北海道中央バス（旧・色内営業所）「桜陽高校下」バス停から徒歩約15分